# Dr. Wijnaendts Francken-prijs

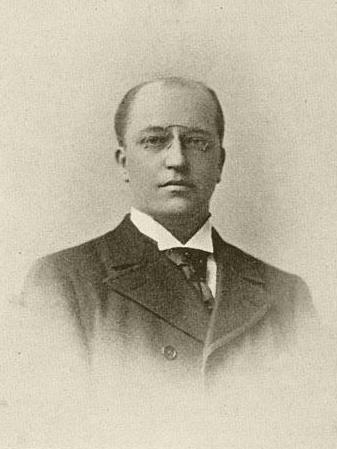
Cornelis Johannes Wijnaendts Francken.

De Dr. Wijnaendts Franckenprijs is een prijs voor essays en literaire kritiek. De prijs is genoemd naar dr. Cornelis Johannes Wijnaendts Francken (1863-1944), die voor deze prijs in 1933 een geldbedrag beschikbaar stelde. Het was tot 1985 een tweejaarlijkse, en daarna een driejaarlijkse prijs. De prijs is in 1934 ingesteld door de Maatschappij der Nederlandse Letterkunde.
In 1959 werd de prijs niet toegekend. De jury had Gerard Brom (1882-1959) voorgedragen voor zijn Schilderkunst en literatuur in de zestiende en zeventiende eeuw. Het bestuur nam de voordracht niet over.

## Gelauwerden
- 2024 - Marja Pruis voor Boos meisje
- 2021 - Charlotte Van den Broeck voor Waagstukken
- 2018 - Arjen Mulder voor Wat is leven? Queeste van een bioloog
- 2015 - Joep Leerssen voor Spiegelpaleis Europa
- 2012 - Thomas von der Dunk voor  Een Hollands heiligdom
- 2009 - Arnold Heumakers voor De schaduw van de vooruitgang
- 2006 - Arianne Baggerman, Rudolf Dekker voor Kind van de toekomst. De wondere wereld van Otto van Eck (1780-1798)
- 2003 - Frank Westerman voor Ingenieurs van de ziel
- 2000 - Remieg Aerts voor De letterheren. Liberale cultuur in de negentiende eeuw: het tijdschrift De Gids
- 1997 - Hugo Brems voor De dichter is een koe
- 1994 - Willem Otterspeer voor De wiekslag van hun geest
- 1991 - Jaap van Heerden voor Wees blij dat het leven geen zin heeft
- 1988 - Frits van Oostrom voor Het woord van eer
- 1985 - Carel Peeters voor Houdbare illusies
- 1983 - Arie van Deursen voor Het kopergeld van de Gouden Eeuw
- 1981 - Jeroen Brouwers voor Kladboek
- 1979 - Hendrik Bonger voor Leven en werk van Dirk Volckertsz Coornhert
- 1977 - Paul Rodenko voor zijn essayistisch werk over de Vijftigers
- 1975 - Rob Nieuwenhuys voor Oost-Indische spiegel
- 1973 - Karel van het Reve voor Het geloof der kameraden
- 1971 - H.H. Zwager voor Waarover spraken zij?
- 1969 - H.U. Jessurun d' Oliviera voor Vondsten en bevindingen
- 1967 - Jan Emmens voor Rembrandt en de regels van de kunst
- 1965 - C.F.P. Stutterheim voor Conflicten en grenzen
- 1963 - Jan den Tex voor Oldenbarnevelt, deel I en II
- 1961 - S. Dresden voor De literaire getuige
- 1959 - niet toegekend.
- 1957 - Clement Bittremieux voor De dichter Jan van Nijlen
- 1955 - H. van de Waal voor Drie eeuwen vaderlandsche geschiedenisuitbeelding 1500-1800
- 1953 - H.A. Gomperts voor Jagen om te leven
- 1951 - Johanna K. Oudendijk voor Koningin Victoria
- 1949 - Abel J. Herzberg voor Amor fati
- 1947 - Jacques Presser voor Napoleon
- 1943 - A.M.W.J. Hammacher voor Amsterdamsche impressionisten en hun kring
- 1941 - Simon Vestdijk voor Albert Verwey en de Idee
- 1939 - M.D. Ozinga voor Daniël Marot, de schepper van den Hollandschen Lodewijk XIV-stijl
- 1937 - Annie Romein-Verschoor voor Vrouwenspiegel
- 1935 - N. Japikse voor Prins Willem III, stadhouder en koning